# Кешеля Дмитро Михайлович
Дмитро Михайлович Кешеля (*27 жовтня 1951, Клячаново) — український письменник, драматург і сценарист. Заслужений журналіст України. Член Спілки журналістів України (з 1976 року) і Спілки письменників України (з 1979 року). 

## Біографія
Народився 25 листопада 1951 року в селі Клячановому Мукачівського району Закарпатської області в селянській родині. У 1969 році закінчив середню школу в рідному селі, в 1974 році — філологічний факультет Ужгородського державного університету.
Після навчання працював редактором обласного радіо, а з 1995 року — головним редактором. У грудні того ж року був призначений на посаду заступника генерального директора Закарпатської облтелерадіокомпанії. З листопада 1996 року — заступник генерального директора, а з березня 2000 року — головний редактор об'єднаної редакції мистецьких програм.

## Творчість
Автор низки книг оповідань, повістей і романів, зокрема: «Дерево зеленого дощу», «Колиска сонця», «А земля таки крутиться», «Пора грибної печалі», «Державна копоня», «Госундрагоші», «Жіванський світ», «Збийвіч або ж Кіна не буде», «Чим би не бавились пани, лем би не було війни», «…І в смерті були твої очі», «Осінь великих небес, або ж прирічанські характери», «Видіння зрячої води, або ж Дурний Іван стріляє, а Богонько кулі направляє».
Також написав і книги для дітей: «Мармалада», «Сяйвооке звірятко».
Письменник успішно працює і як драматург. Його п'єси «Голос Великої ріки», «Дерев'яні люди», «Закарпатське різдво», «Недотепа із Вертепа» ставились на українській сцені та за кордоном.
Дмитро Кешеля пише як українською мовою, так і карпаторусинським діалектом («русинською мовою»).
Твори публікувалися в Росії, Білорусі, країнах Балтії та Кавказу, перекладалися на англійську, угорську, румунську, чеську та словацьку мови.
Дмитро Кешеля — сценарист та режисер понад 10 документальних фільмів про культуру, історію, традиції та відомих історичних особистостей Закарпаття.
Фільм «Гіркота солодкої Землі» (про Августина Волошина та події Карпатської України), «Осіння Голгофа Теодора Ромжі» (про єпископа Мукачівської греко-католицької єпархії Теодора Ромжу), «Це ми, діти твої, Господи!» (про закарпатського священика Івана Маргітича) та ін.

## Премії
Лауреат премії видавництва «Молода гвардія» за збірку «Зелений дощ» (за 1982 рік), премії журналу «Дружба народів» за повість «Коли заговорять камені», чотири рази був нагороджений Закарпатською обласною літературною премією імені Федора Потушняка (за 1995, 2003, 2007 і 2010 роки).
У 2007 році був номінований на Національну премію імені Т. Г. Шевченка за збірку «... І в смерті були твої очі».